# بحيرة ناصر
بحيرة ناصر أو بحيرة السد العالي هي واحدة من أكبر البحيرات الصناعية في العالم، تقع في جنوب مصر جنوب مدينة أسوان، وشمال السودان. واسم بحيرة ناصر يطلق على الجزء الأكبر الذي يقع داخل حدود مصر ويمثل 83% من المساحة الكلية للبحيرة أما الجزء المتبقي الواقع داخل حدود السودان فيطلق عليه اسم بحيرة النوبة. تكونت نتيجة المياه المتجمعة خلف السد العالي بعد إنشائه (الذي استمر من عام 1958 إلى عام 1970)، وأطلق عليها بحيرة ناصر نسبة إلى الرئيس الراحل جمال عبد الناصر.

## وصف البحيرة
- بحيرة ناصر من أبو سمبلطول البحيرة 550 كيلو متر.

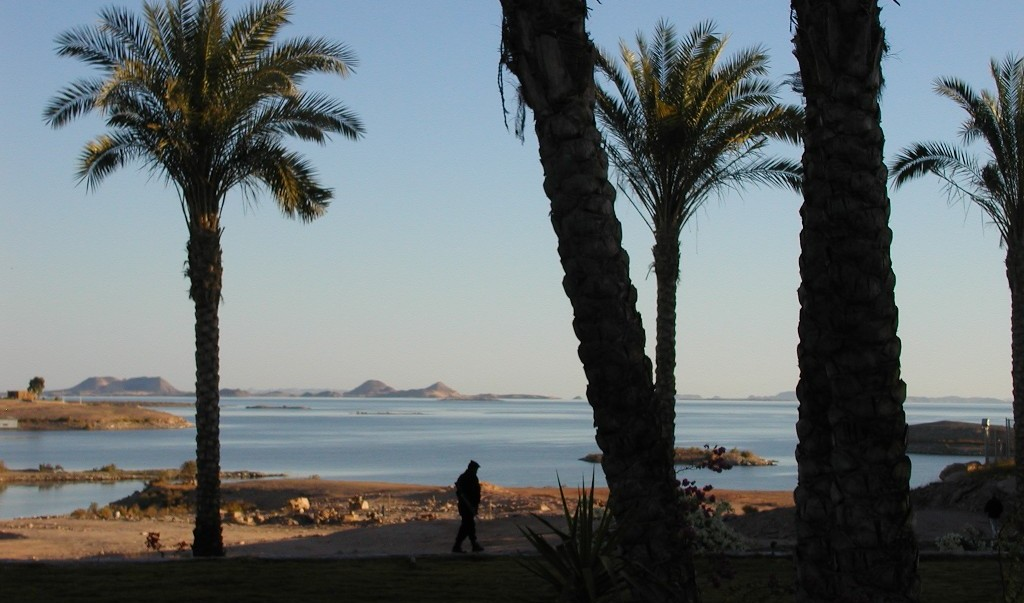
بحيرة ناصر من أبو سمبل

- مساحة البحيرة حوالي 5250 كيلومتر مربع.
- متوسط عرض البحيرة 12 كيلو متر.
- أقصى عرض للبحيرة 35 كيلومتر وهو بالقرب من مدار السرطان.
- سعة التخزين الكلية 162 مليار متر مكعب.
- سعة التخزين الميت 32 مليار متر مكعب "كمية المياه التي لا يمكن نقلها من خلال فتحات السد العالي، حيث تقع هذه الكمية أسفل منسوب فتحات جسم السد".
- عمقها 180 متر (590 قدم).[4]

## تاريخ البحيرة
حملت البحيرة اسم الرئيس جمال عبد الناصر لأنه كان العقل المدبر وراء هذا المشروع الضخم.
و عندما بدأت البحيرة بالتكون أثناء إنشاء السد العالي ما بين عام 1958 وعام 1970 تطلب هذا الترتيب لعدة مشاريع لنقل عدة مواقع هامة فقد كان يوجد بموقع البحيرة حوالي 18 موقع أثري كمعبد أبو سمبل.
و على الجانب السوداني فتم نقل الميناء النهري وادي حلفا بالإضافة إلى المدينة إلى منطقة مرتفعة قريبة من مكان المدينة القديمة.
كما تم تهجير الآلاف من سكان النوبة من قراهم التي غرقت تحت البحيرة.

## خصائص البحيرة

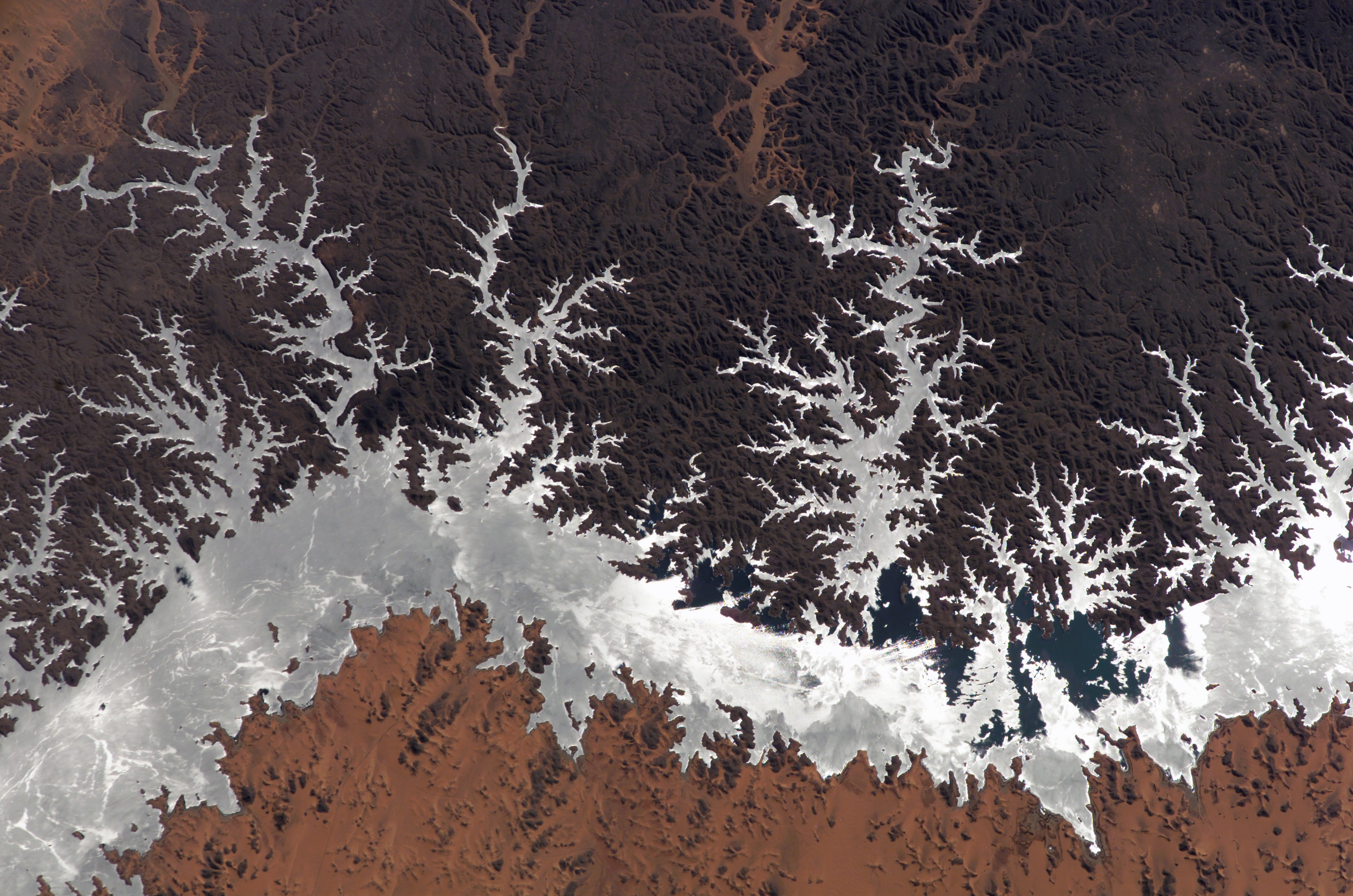
صورة لبحيرة ناصر من المحطة الفضائية الدولية 2005

بحيرة السد العالي لها سعة تخزينية ضخمة جدا تصل إلى 164 مليار متر مكعب من المياه وتستطيع استيعاب الفيضان بالكامل لمدة سنتين وتنقسم سعة البحيرة إلى ثلاثة أقسام الأول ويقع أسفل البحيرة وهو مخصص للتخزين الميت وتصل سعته التخزينية إلى 31 مليار متر مكعب من الطمي وهو يستوعب الطمي القادم مع الفيضان لمدة 500 عام بدون التأثير على السعة التخزينية لمياه الفيضان، ثم تلي ذلك التخزين الحي لكميات كبيرة من الفيضان.
ويتم صرف كميات من المياه من بحيرة السد العالي حسب الاحتياجات المائية لجميع الأغراض، والتي تبلغ ذروتها خلال زراعة الأرز، حيث تبلغ كمية المنصرف من المياه خلال هذه الفترة 240 مليون متر مكعب يوميا، بينما تصل كميات المنصرف من المياه خلال موسم أقل الاحتياجات المائية خلال شهر ديسمبر ويناير إلى نحو 80 مليون متر مكعب يوميا، وتستقبل مصر مياه الفيضان من الهضبتين الإثيوبية والاستوائية ولديها شبكة رصد جيدة تمتد على طول مجرى النهر خاصة بعد زيادة معدلات التعاون مع باقي دول حوض النيل، بالإضافة إلى الاستعانة بصور الأقمار الصناعية أو ما يرصد من خلال هيئة الأرصاد العالمية، وتستطيع مصر من خلال شبكات الرصد التنبؤ بالفيضان ووضع السيناريوهات المختلفة للتعامل معه، رغم أنه لا يمكن لأحد أن يجزم بذلك، لأن الظواهر الطبيعية تجعل التنبؤ بالفيضان أمرا صعبا جدا، والواقع يؤكد أنه ليست هناك أي خطورة من أي فيضان أو أي حجم للفيضان في ظل وجود السد العالي.

## القضايا الحالية
مصر تفتقر إلى المياه التي تحتاجها للزراعة والكهرباء. تسبب سد النهضة، الذي يجري بناؤه حاليًا في إثيوبيا، في توترات بين مصر والسودان وإثيوبيا. تشعر مصر بالقلق من أن السد الجديد سوف يمنع نهر النيل من ملء بحيرة ناصر بالشكل المناسب. تنتج إمدادات المياه في بحيرة ناصر الكهرباء، وهناك قلق من أن تناقص المياه المتدفقة إلى بحيرة ناصر سيؤثر سلبًا على قدرة السد العالي على توليد الكهرباء. توجد محطات ضخ تتحكم في المياه المتجهة إلى بحيرة ناصر، ويولد هذا المشروع حاليًا 10 مليارات كيلوواط / ساعة من الطاقة الكهرومائية للمصريين كل عام.

## الرياضة والسياحة
يحظى صيد سمك البياض النيلي بشعبية سواء على الشاطئ أو من القوارب.
قبل ملء بحيرة ناصر، تم نقل العديد من المواقع المصرية القديمة فعليًا إلى مواقع جديدة فوق مستوى المياه المرتفع للبحيرة. ومع ذلك، لم يتم نقل البعض، مثل حصن بوهين الضخم وعدد كثير من الحصون المصرية القديمة في النوبة وجزء كبير من معبد جرف حسين، وهم الآن تحت مياه بحيرة ناصر. كان نقل المعابد في أبو سمبل، أحد أكثر المواقع القديمة شهرة في مصر، هو الأكثر انتشارًا. تحظى رحلات القوارب في بحيرة ناصر، والتي تشمل زيارة المعالم الأثرية والمعابد على طول حافة بحيرة ناصر، بشعبية كبيرة. تعتبر زيارة المعابد في أبو سمبل من أبرز هذه الجولات.

## معرض صور

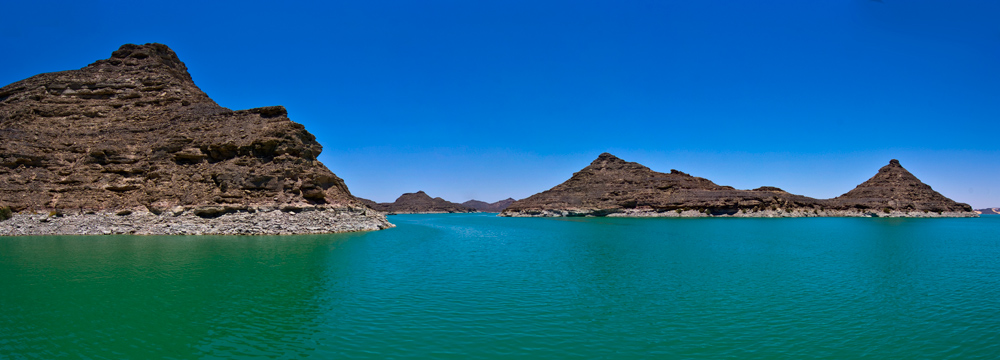
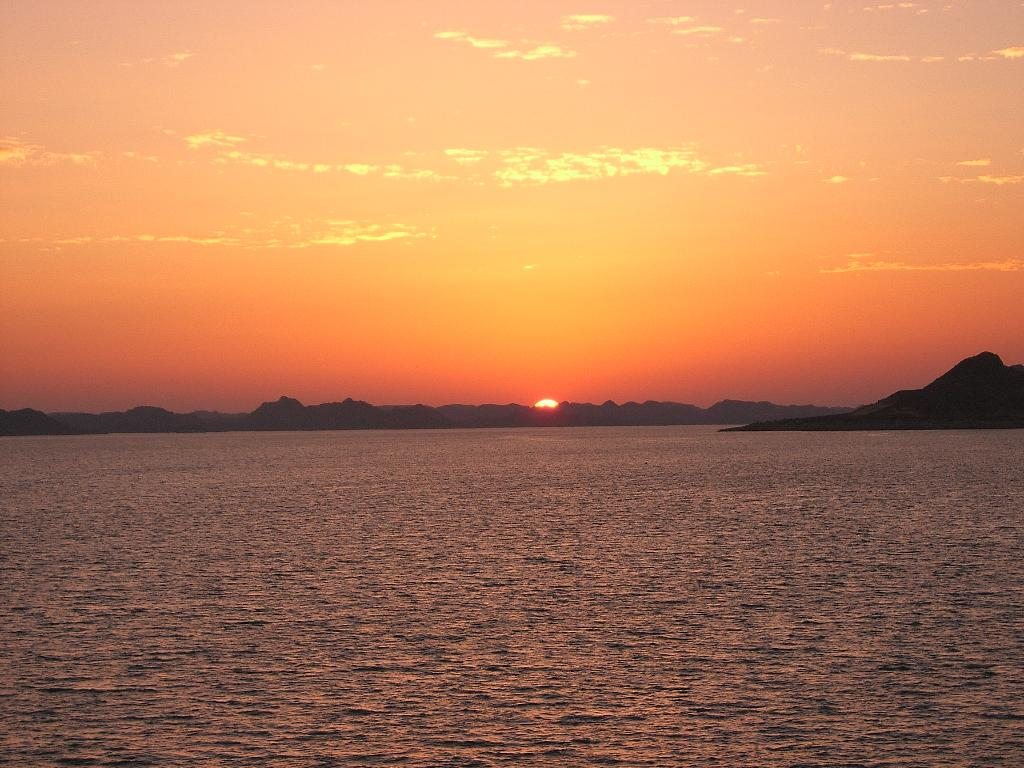
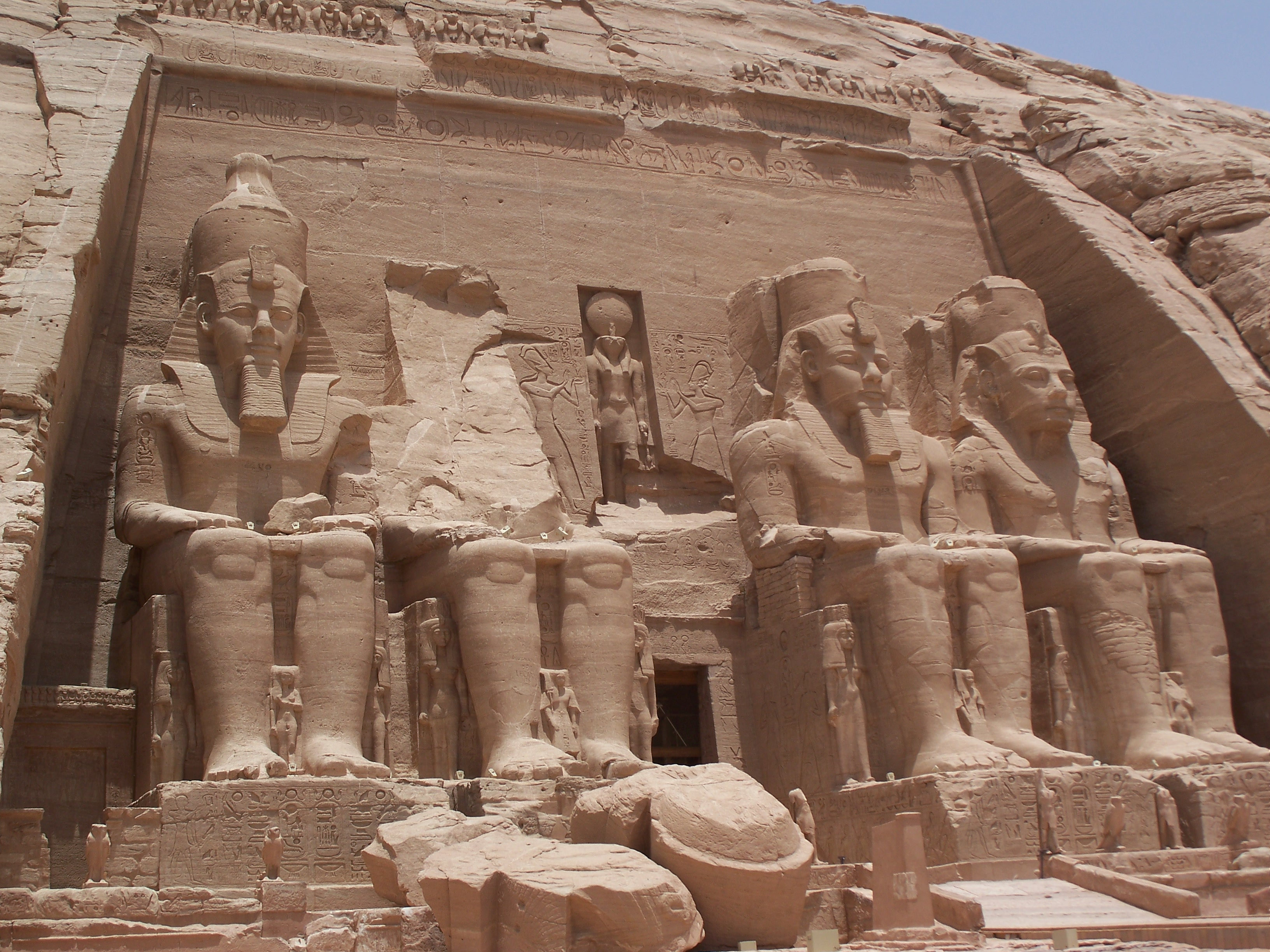

## اقرأ أيضًا
- السد العالي
- سد أسوان